# Кулумбекова, Мария Григорьевна
Мария Григорьевна Кулумбекова - советский хозяйственный, государственный и политический деятель.

## Биография
Родилась в 1916 году в Тифлисе. Член ВКП(б) с 1939 года.
Выпускница Сталинирского педтехникума и Северо-Кавказского педагогического института. С 1932 года - на хозяйственной, общественной и политической работе. В 1932-1975 гг. — учительница 2-3-х классов в Тамарашенского детском доме, учительница химии и биологии, завуч, директор Ногирской средней школы, секретарь обкома ВЛКСМ по работе среди школьной молодежи и пионеров, агитатор во время Великой Отечественной войны, первый секретарь Северо-Осетинского обкома ВЛКСМ, заведующая отделом школ и вузов, заместитель заведующего отделом пропаганды и агитации Северо-Осетинского обкома КПСС, директор трехгодичной совпартшколы, проректор по заочному обучению, секретарь парткома Северо-Осетинского государственного педагогического института.
Избиралась депутатом Верховного Совета СССР 2-го и 3-го созывов.

## Награды
- Орден Ленина (28.10.1948)
- Орден Отечественной войны II степени (11.03.1985)
- Орден «Знак Почёта»